# Pastinaca setosa
Pastinaca setosa är en flockblommig växtart som beskrevs av Calest. Pastinaca setosa ingår i släktet palsternackor, och familjen flockblommiga växter. Inga underarter finns listade i Catalogue of Life.